# Dödligt drama på Dramaten
Dödligt drama på Dramaten är en kriminalroman av Maria Lang (pseudonym för Dagmar Lange), utgiven första gången 1986 på bokförlaget Norstedts. Romanen har översatts till danska, norska och finska.

## Handling
Deckarförfattaren Almi Graan besöker Dramaten och någon skojar då med henne att hon kommer att ta livet av alla skådespelarna i sin nästa deckarroman. Graan är dock inte där för en bokresearch, utan hon ska skriva om Dramaten och intervjuar därför teaterchefen.
Samtidigt på Dramaten blir en av de yngre flickorna överfallen på sin 18-årsdag och klarar sig med nöd och näppe. En skådespelare faller ut genom ett fönster och avlider och Almi Graan och Christer Wijk löser ett mycket svårt mordfall.

## Karaktärer
Personer utan förebilder i verkligheten:
- Py Norin - ung och begåvad tekniker som snabbt har gjort sig oumbärlig på attributavdelningen.
- Horatio Hartman - framstående skådespelare och publikidol i pensionsåldern
- Carl Magnus Utterberg - blond och snygg charmör, den nya lysande stjärnan på Stockholms teaterhimmel
- Felicia Francke - temperamentsfull och uppseendeväckande primadonna som ger kändispressen fullt arbete

Verkliga och/uppdiktade personer:
- Lars Löfgren - energisprakande och optimistisk teaterchef
- Almi Graan - mera pessimistisk äldre författarinna
- Göthe Ericsson - allvetande och gladlynt chef för Scenens byrå
- Barbro Grönman - älskvärd och kunnig ciceron i teaterns otaliga irrgångar
- Jan Hoffner - tjugoettårig och vetgirig fotograf och amatördeckare
- Camilla Martin - svensk hovsångerska som bara sporadiskt uppenbarar sig i hemlandet
- Christer Wijk - kriminalkommissarie